# Ferrari 156

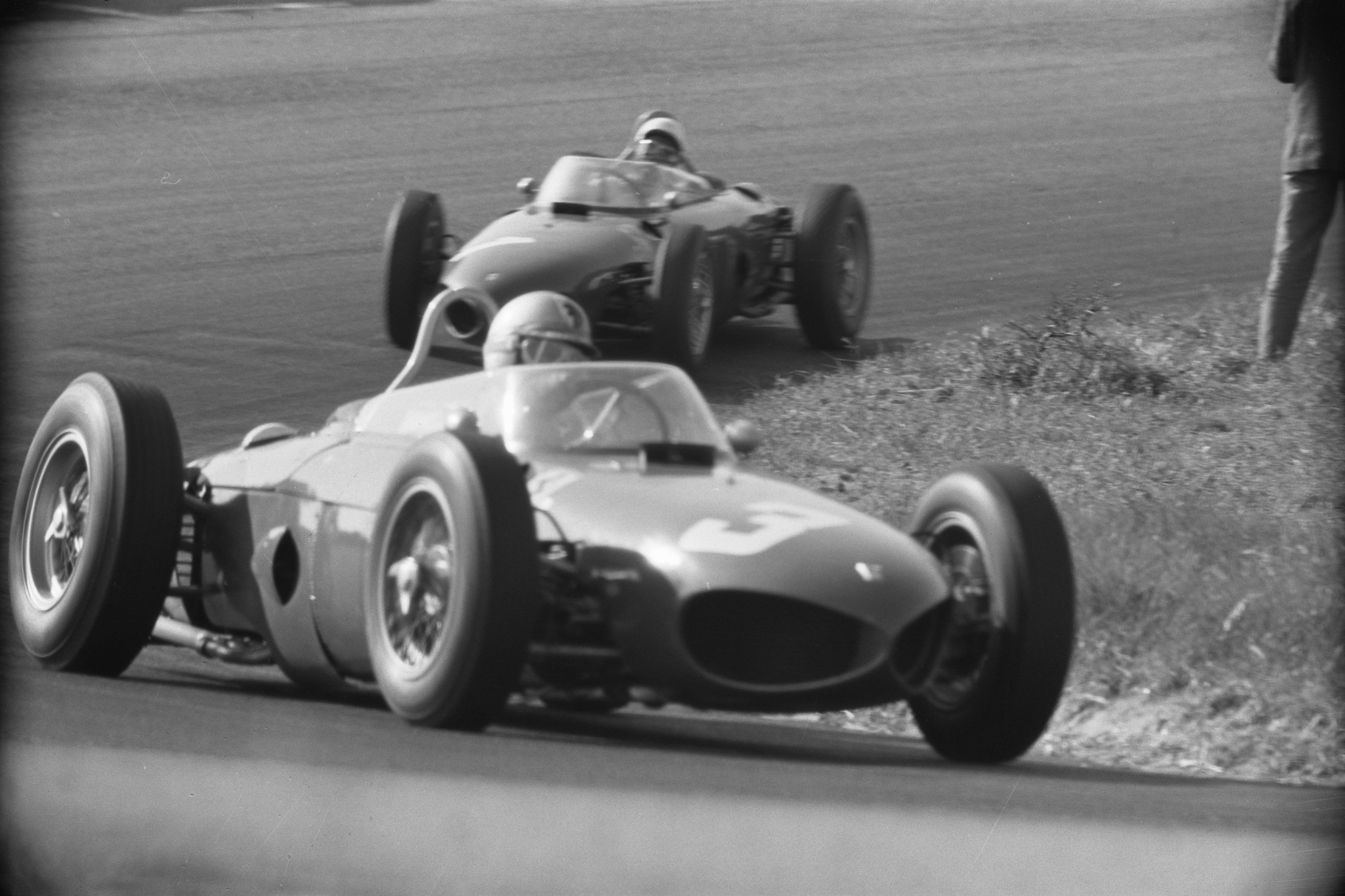
Die beiden Werks-156 von Wolfgang Graf Berghe von Trips und Phil Hill beim Großen Preis der Niederlande 1961

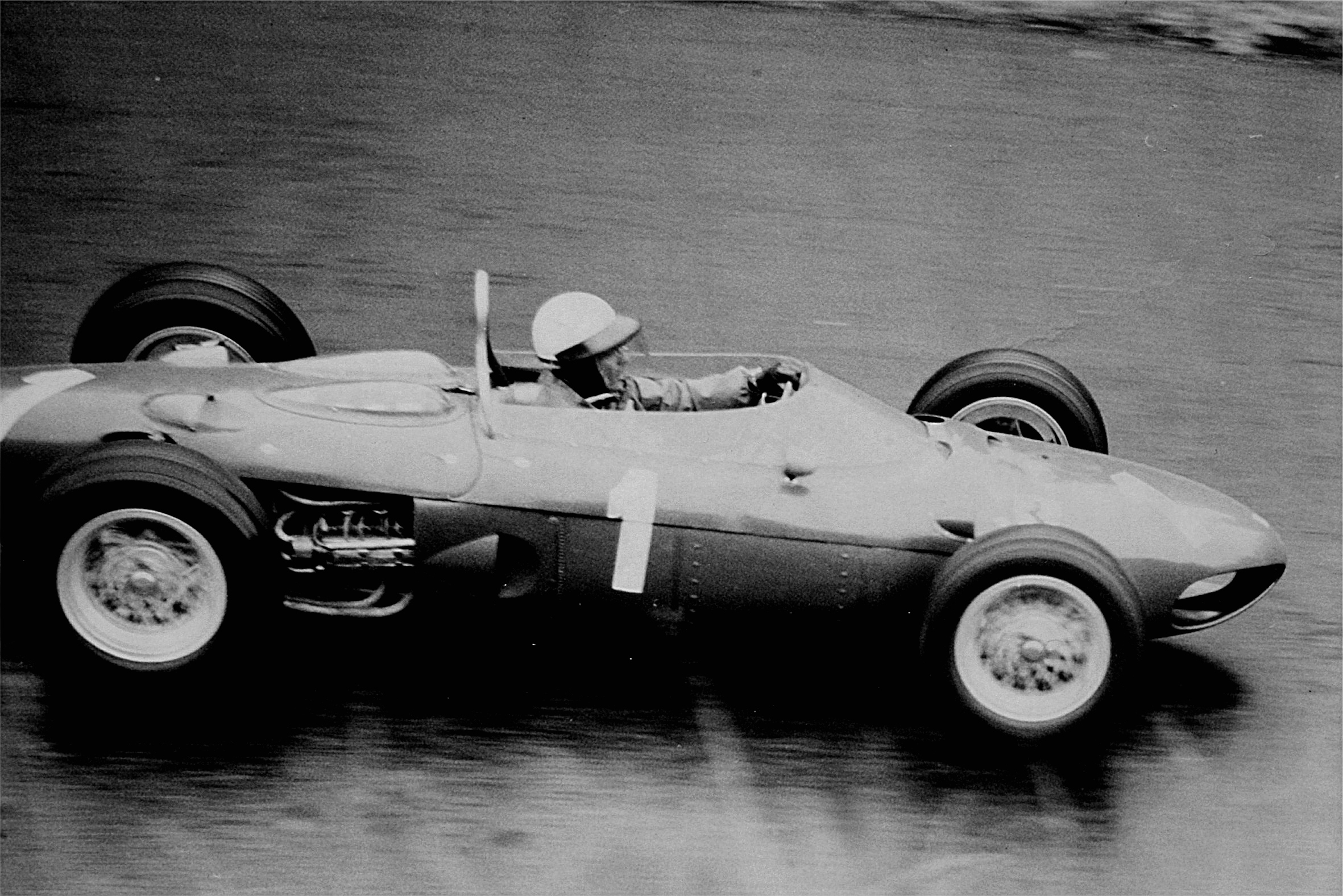
Phil Hill im Ferrari 156 beim Großen Preis von Deutschland auf dem Nürburgring 1962

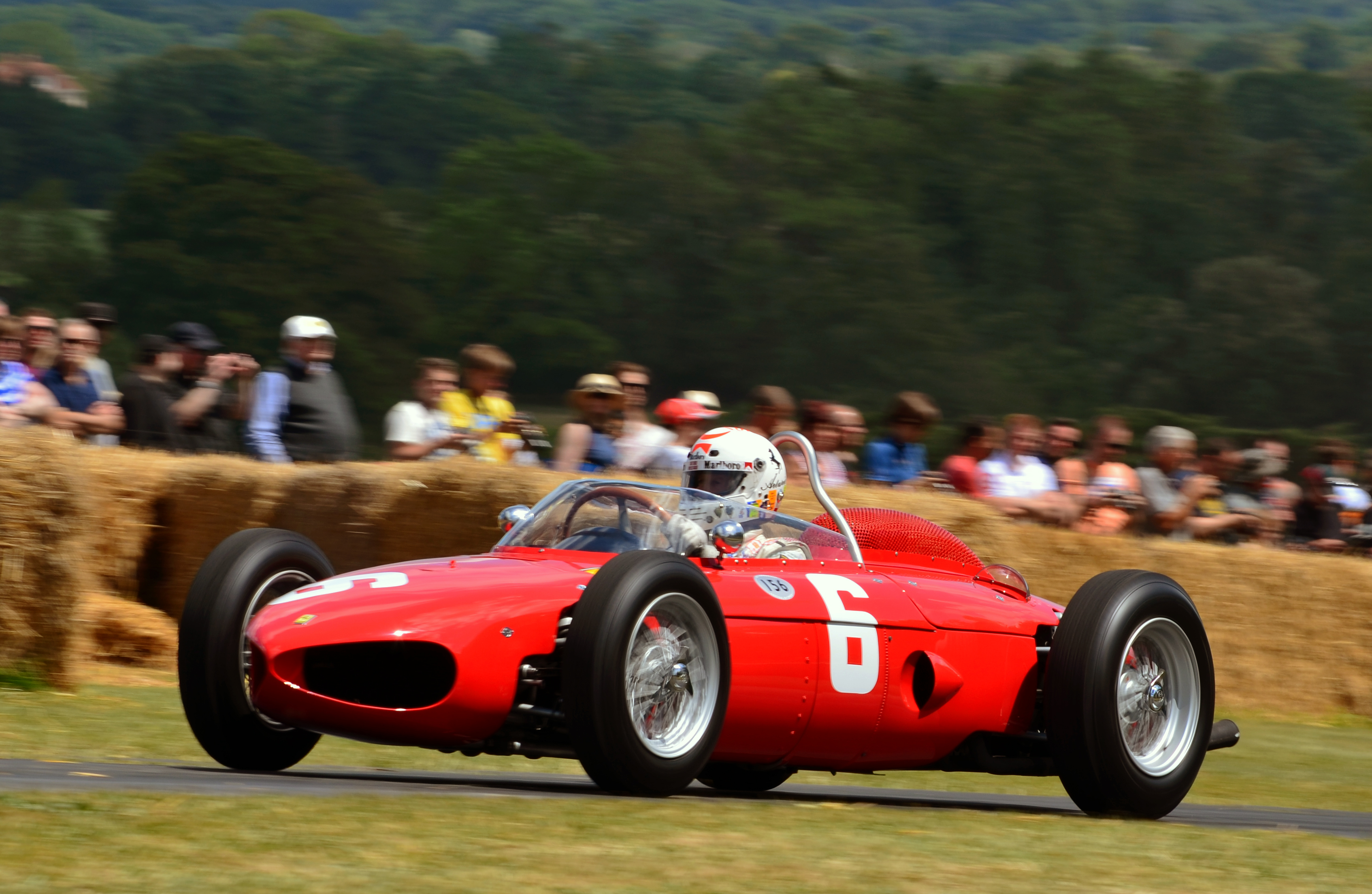
Ferrari 156 in Goodwood 2014

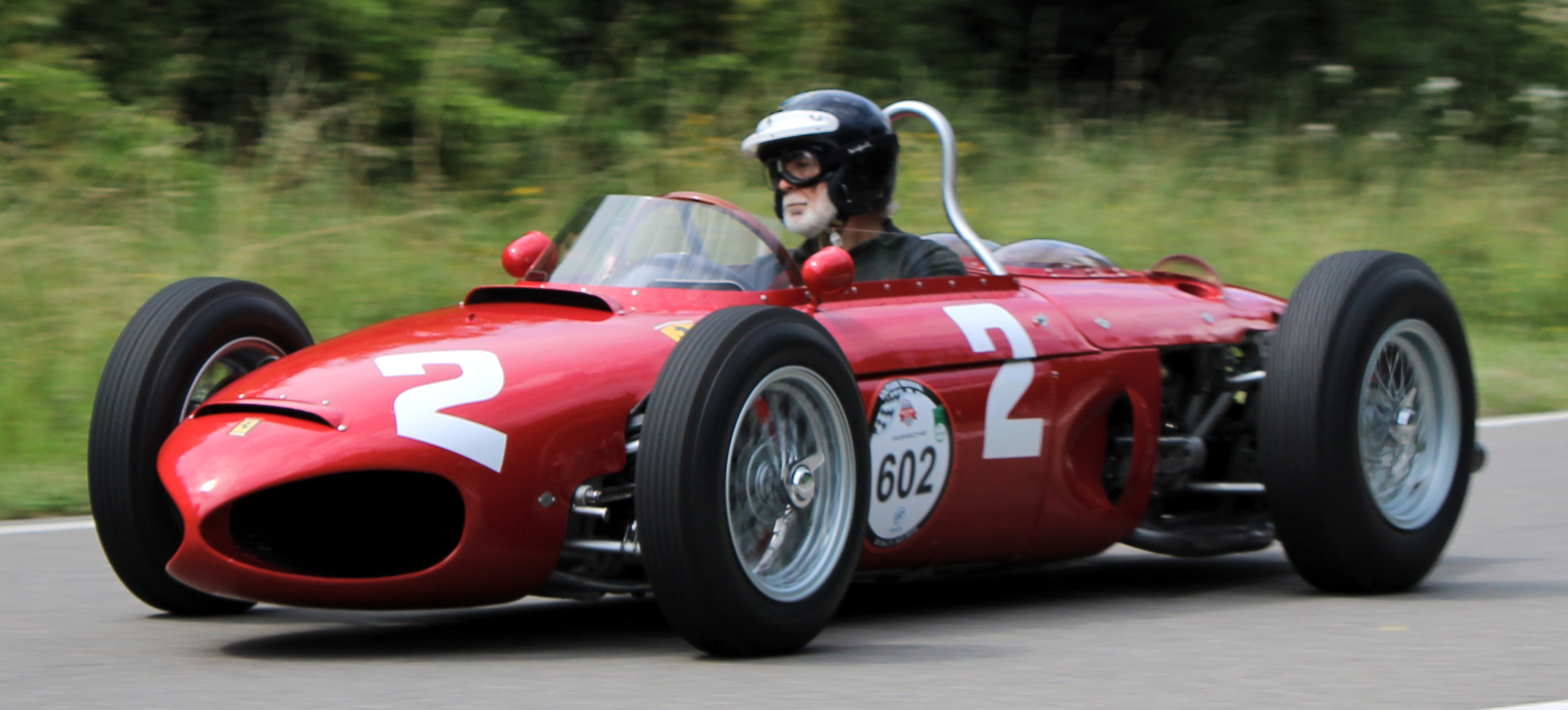
Ferrari 156 Replika beim Solitude Festival 2019

Der Ferrari 156, Ferrari 156 F1, war ein Formel-1-Wagen, den die Scuderia Ferrari 1961 und 1962 baute und einsetzte. Er ist eins der bekanntesten Formel-Fahrzeuge der Motorsportgeschichte, der Rennwagen mit dem „Haifischmaul“ (Sharknose), mit dem der deutsche Rennfahrer Wolfgang Graf Berghe von Trips 1961 als Führender in der Weltmeisterschaft tödlich verunglückte.

## Entwicklungsgeschichte und Technik
Die Überlegenheit des Wagens ergab sich aus der Kraft seines 1,5-Liter-V6-Motors, der die Schwächen des Fahrgestells mehr als ausglich. Der 156 war der erste Ferrari mit einem Mittelmotor. Das Konzept für das Auto stammte von Carlo Chiti, der Motor wurde nach einem Entwurf von Mauro Forghieri gebaut, der in den nächsten 25 Jahren für die Ferrari-Rennmotoren verantwortlich war.
Der Motor war leicht und leistete bei knapp 1,5 Liter Hubraum 190 PS bei 9500/min. Das Aggregat war extrem tief im Fahrgestell eingebaut, was den Schwerpunkt des gesamten Wagens positiv beeinflusste. Chiti folgte bei seinem Ansatz der Linienführung des Ferrari 246P, allerdings war der 156 kürzer und das Fahrgestell basierte auf vier großen Rohrträgern. In der ersten Ausführung hatte der Motor einen Zylinderbankwinkel von 65°, im weiteren Verlauf der Bauzeit jedoch im Interesse eines noch tieferen Schwerpunkts einen Winkel von 120°. Außerdem kam dieser größere Winkel dem Einbau unterschiedlicher Vergaser und eventuell auch einer Einspritzanlage entgegen. Die 65°-Version hatte einen Hubraum von 1484 cm³ (Bohrung 73 mm, Hub 59,1 mm) gegenüber der 120°-Version mit auf 58,8 mm verringertem Hub und 1476,6 cm³. Die Verdichtung betrug 9,8 : 1. Der Motor hatte zwei von Ketten angetriebene obenliegende Nockenwellen je Zylinderreihe, zwei Weber-Dreifachvergaser 40 1F 3 C (120°-Version), einen Zündverteiler, aber zwei Zündspulen und zwei Zündkerzen pro Zylinder.
Hinter dem Motor war ein Fünfgang-Schaltgetriebe Ferrari Type 543/C eingebaut (1962 ein Sechsganggetriebe).

## Renngeschichte

### Saisons 1961 und 1962
Der Wagen war von Beginn an voll konkurrenzfähig. 1961 wurde das Team der Scuderia nur dreimal geschlagen. Giancarlo Baghetti gewann den Gran Premio di Siracusa, der nicht zur Weltmeisterschaft zählte, und seinen ersten Weltmeisterschaftslauf, den Großen Preis von Frankreich. Allerdings war der Wagen bei diesen beiden Rennen offiziell von der FISA gemeldet. Beim Großen Preis von Deutschland bzw. Großen Preis von Europa am 6. August 1961 waren die Ferraris die Favoriten; mit vier Wagen war das Team am Start: Wolfgang Graf Berghe von Trips, Phil Hill und Richie Ginther jeweils mit dem 120°-Motor, Willy Mairesse mit dem 65°-Aggregat. Phil Hill fuhr Trainingsbestzeit, von Trips unterbot mit 8:59,9 Minuten als Erster in einem Rennen die 9-Minuten-Grenze auf dem Nürburgring, Phil Hill fuhr wenig später mit 8:57,8 Minuten neuen Rundenrekord. Doch schon in der ersten Runde des Rennens hatte Stirling Moss im wesentlich schwächeren Lotus die Führung übernommen und gewann mit 21,4 Sekunden Vorsprung vor von Trips; Phil Hill wurde Dritter.
Im Titelduell mit Phil Hill verunglückte Wolfgang Graf Berghe von Trips beim Großen Preis von Italien in Monza tödlich. Hill wurde Weltmeister und fuhr damit den ersten Fahrertitel für Ferrari seit 1958 ein. Auch die Konstrukteursweltmeisterschaft ging an Ferrari.
In der Winterpause 1961/1962 verließ mit Carlo Chiti ein wichtiger Manager und Ingenieur die Scuderia. Die Weiterentwicklung des 156 geriet ins Stocken. Der Wagen war mit dem V6-Motor den britischen Teams mit ihren V8-Aggregaten inzwischen unterlegen. 1962 konnte kein Weltmeisterschaftslauf gewonnen werden, es reichte nur für zwei Siege bei Rennen, die nicht zur Weltmeisterschaft zählten.

### 1963 und 1964 mit neuen Wagen
Der Wagen für 1963 war eine Weiterentwicklung des 156 und nur eine Zwischenlösung. Forghieri, der auch die Arbeit am Fahrwerk übernommen hatte, entwickelte einen leichteren Gitterrohrrahmen und eine neue Hinterradaufhängung. Es war eine Konstruktion aus oberen und unteren Querlenkern mit doppelten Zugstreben. Durch eine neue Kraftstoffeinspritzung wurde die Leistung des Motors auf 200 PS erhöht. Gegen Ende des Jahres wurde der Wagen komplett umgebaut. Jetzt wurde der Motor als tragendes Element in ein Halbmonocoque eingebaut, das eigentlich für den neuen V8-Motor aufgebaut worden war. Dieses Monocoque wurde auch 1964 für den Ferrari 158 verwendet. Der Wagen bekam die Bezeichnung 156 Aero und wurde 1964 noch teilweise eingesetzt.
Siegerwagen war der 156 aber nicht mehr; 1963 war Ferrari dem Lotus 25 mit Jim Clark völlig unterlegen. Erst mit dem Nachfolger, dem 158, wendete sich das Blatt wieder und die Scuderia gewann 1964 sowohl die Fahrer- als auch die Konstrukteursweltmeisterschaften.

## Fahrer des Ferrari 156
Der 156 wurde von Spitzenfahrern seiner Zeit pilotiert. Neben Baghetti, Hill und von Trips fuhren Lorenzo Bandini, Olivier Gendebien, Richie Ginther, Innes Ireland (an ihn wurde 1962 ein 156 für ein Rennen verliehen), Willy Mairesse, Pedro Rodríguez, Ricardo Rodríguez, Ludovico Scarfiotti und John Surtees diesen Spitzenwagen.
Ein Replikat des 156 ist im Museo Nazionale dell’Automobile in Turin ausgestellt.

## Replikate anstelle von Originalen
Nachdem die Saison 1962 für Ferrari nicht den erwarteten Erfolg gebracht hatte, ließ Enzo Ferrari die Wagen verschrotten. Teile des Typs 156 wurden im Ferrari für 1963 verwandt, sodass einige Motoren, Getriebe und Kleinteile überdauerten. Keiner der neun Ferrari 156 F1 von 1961/62 ist erhalten. Wie es heißt, wurden die Fahrzeuge geschreddert und auf dem Werksgelände einbetoniert.
1995 ließ der Musiker Chris Rea für den von ihm geschriebenen Film La Passione über Erinnerungen an Wolfgang Graf Berghe von Trips nachbauen. In rund 2000 Arbeitsstunden fertigte der Oldtimer-Restaurator Paul Harvey den Wagen nach alten Konstruktionszeichnungen und Fotos, mit einem Dino-206-Motor und einem Hewland-Getriebe. Im Dezember 2000 ersteigerte der niederländische Rennfahrer John Bosch den Wagen und zeigte ihn 2001 beim Festival of Speed in Goodwood, gefahren von Phil Hill, der 1961 mit dem Ferrari 156 Weltmeister geworden war. Einige Zeit später fand Bosch einen Originalmotor und ein Originalgetriebe, die er von Terry Hoyle Race Engineers einbauen ließ.
In den Jahren 2003 bis 2009 ließ der Belgier Jan Biekens ein Replikat des gelben Ferrari herstellen, den Olivier Gendebien unter anderem in Spa-Francorchamps fuhr. Projektleiter war Mike Mark, der unzählige Zeichnungen anfertigte und kleinste Teile wie Schrauben neu konstruierte. Hilfreich war eine Originalzeichnung vom 29. November 1960, nach der Pete Watts den Rohrrahmen und der Spengler Gary Yates über einem Holzgerippe die Karosserie anfertigte. Borrani konnte originalgetreue Räder liefern, da das Formular mit den Fertigungsnummern von 1961 noch vorhanden war. Nach etlichen Auftritten bei Oldtimerveranstaltungen steht der Wagen seit 2011 im „Museo Ferrari“ in Maranello, allerdings nicht mehr in der belgischen Rennfarbe Gelb, sondern in Ferrari-Rot.
Die möglicherweise aufwendigsten Replikate ließ Jason Stuart Wright von 2013 bis 2017 bei Setford and Company herstellen, mit der Nr. 2 den Ferrari 156 von Phil Hill und mit der Nr. 8 den Wagen von Ricardo Rodríguez, wie sie 1961 in Monza am Start waren. Wright legte Wert darauf, dass die Fahrzeuge wie damals aufgebaut wurden, unter anderem mit der Gasschweißmethode wie 50 oder 60 Jahre früher.

## Komplette Ergebnisse des Ferrari 156 in der Formel-1-Weltmeisterschaft
Der Ferrari 156 wurde neben der Scuderia auch noch von anderen Teams eingesetzt. Untenstehende Tabelle listet sämtliche Ergebnisse die mit diesem Typ erzielt wurden auf.
| Jahr | Team                       | Fahrer              | Rennen | Rennen | Rennen | Rennen | Rennen | Rennen | Rennen | Rennen | Rennen | Rennen | Punkte  | WCC |
| ---- | -------------------------- | ------------------- | ------ | ------ | ------ | ------ | ------ | ------ | ------ | ------ | ------ | ------ | ------- | --- |
| 1961 | Scuderia Ferrari           |                     |        |        |        |        |        |        |        |        |        |        | 40 (52) | 1.  |
| 1961 | Scuderia Ferrari           | Richie Ginther      | 2      | 5      | 3      | 15     | 3      | 8      | DNF    | DNA    |        |        | 40 (52) | 1.  |
| 1961 | Scuderia Ferrari           | Phil Hill           | 3      | 2      | 1      | 9      | 2      | 3      | 1      | DNA    |        |        | 40 (52) | 1.  |
| 1961 | Scuderia Ferrari           | Wolfgang von Trips  | 4      | 1      | 2      | DNF    | 1      | 2      | DNF    |        |        |        | 40 (52) | 1.  |
| 1961 | Scuderia Ferrari           | Olivier Gendebien   |        |        | 4      |        |        |        |        |        |        |        | 40 (52) | 1.  |
| 1961 | Scuderia Ferrari           | Willy Mairesse      |        |        | DNF    |        |        | DNF    |        |        |        |        | 40 (52) | 1.  |
| 1961 | Scuderia Ferrari           | Ricardo Rodríguez   |        |        |        |        |        |        | DNF    |        |        |        | 40 (52) | 1.  |
| 1961 | Scuderia Ferrari           | Pedro Rodríguez     |        |        |        |        |        |        |        | DNA    |        |        | 40 (52) | 1.  |
| 1961 | FISA                       | Giancarlo Baghetti  |        |        |        | 1      |        |        |        |        |        |        | 40 (52) | 1.  |
| 1961 | Scuderia Sant’Ambroeus     |                     |        |        |        | DNF    |        | DNF    |        |        |        |        | 40 (52) | 1.  |
| 1962 | Scuderia Ferrari           |                     |        |        |        |        |        |        |        |        |        |        | 18      | 6.  |
| 1962 | Scuderia Ferrari           | Phil Hill           | 3      | 2      | 3      | DNA    | DNF    | DNF    | 11     |        |        |        | 18      | 6.  |
| 1962 | Scuderia Ferrari           | Giancarlo Baghetti  | 4      |        | DNF    |        | DNA    | 10     | 5      | DNA    |        |        | 18      | 6.  |
| 1962 | Scuderia Ferrari           | Ricardo Rodríguez   | DNF    | DNS    | 4      | DNA    | DNA    | 6      | 14     |        |        |        | 18      | 6.  |
| 1962 | Scuderia Ferrari           | Lorenzo Bandini     |        | 3      |        | DNA    |        | DNF    | 8      | DNA    |        |        | 18      | 6.  |
| 1962 | Scuderia Ferrari           | Willy Mairesse      |        | 7      | Ret    |        |        |        | 4      | DNA    |        |        | 18      | 6.  |
| 1963 | Scuderia Ferrari           |                     |        |        |        |        |        |        |        |        |        |        | 26      | 4.  |
| 1963 | Scuderia Ferrari           | Willy Mairesse      | DNF    | DNF    |        |        |        | DNF    |        |        |        |        | 26      | 4.  |
| 1963 | Scuderia Ferrari           | John Surtees        | 4      | DNF    | 3      | DNF    | 2      | 1      | DNF    | 9      | DSQ    | DNF    | 26      | 4.  |
| 1963 | Scuderia Ferrari           | Ludovico Scarfiotti |        | DNA    | 6      | DNS    |        |        |        |        |        |        | 26      | 4.  |
| 1963 | Scuderia Ferrari           | Lorenzo Bandini     |        |        |        |        |        |        | DNF    | 5      | DNF    | 5      | 26      | 4.  |
| 1964 | Scuderia Ferrari           |                     |        |        |        |        |        |        |        |        |        |        | 45 (49) | 1.  |
| 1964 | Scuderia Ferrari           | Lorenzo Bandini     | 10     |        |        |        | 5      | 3      | 1      |        |        |        | 45 (49) | 1.  |
| 1964 | Scuderia Ferrari           | Ludovico Scarfiotti |        |        |        |        |        |        |        | 9      |        |        | 45 (49) | 1.  |
| 1964 | North American Racing Team | Pedro Rodríguez     |        |        |        |        |        |        |        |        |        | 6      | 45 (49) | 1.  |

| Legende  | Legende            | Legende                                                          |
| Farbe    | Abkürzung          | Bedeutung                                                        |
| -------- | ------------------ | ---------------------------------------------------------------- |
| Gold     | –                  | Sieg                                                             |
| Silber   | –                  | 2. Platz                                                         |
| Bronze   | –                  | 3. Platz                                                         |
| Grün     | –                  | Platzierung in den Punkten                                       |
| Blau     | –                  | Klassifiziert außerhalb der Punkteränge                          |
| Violett  | DNF                | Rennen nicht beendet (did not finish)                            |
| Violett  | NC                 | nicht klassifiziert (not classified)                             |
| Rot      | DNQ                | nicht qualifiziert (did not qualify)                             |
| Rot      | DNPQ               | in Vorqualifikation gescheitert (did not pre-qualify)            |
| Schwarz  | DSQ                | disqualifiziert (disqualified)                                   |
| Weiß     | DNS                | nicht am Start (did not start)                                   |
| Weiß     | WD                 | zurückgezogen (withdrawn)                                        |
| Hellblau | PO                 | nur am Training teilgenommen (practiced only)                    |
| Hellblau | TD                 | Freitags-Testfahrer (test driver)                                |
| ohne     | DNP                | nicht am Training teilgenommen (did not practice)                |
| ohne     | INJ                | verletzt oder krank (injured)                                    |
| ohne     | EX                 | ausgeschlossen (excluded)                                        |
| ohne     | DNA                | nicht erschienen (did not arrive)                                |
| ohne     | C                  | Rennen abgesagt (cancelled)                                      |
| ohne     | keine WM-Teilnahme |                                                                  |
| sonstige | P/fett             | Pole-Position                                                    |
| sonstige | 1/2/3/4/5/6/7/8    | Punktplatzierung im Sprint-/Qualifikationsrennen                 |
| sonstige | SR/kursiv          | Schnellste Rennrunde                                             |
| sonstige | *                  | nicht im Ziel, aufgrund der zurückgelegten Distanz aber gewertet |
| sonstige | ()                 | Streichresultate                                                 |
| sonstige | unterstrichen      | Führender in der Gesamtwertung                                   |